# Ernest-Jacques de Bade-Hachberg
Ernest-Jacques de Bade-Hachberg (né le 24 août 1590 - mort le 29 mai 1591) margrave titulaire de Bade-Hachberg du 24 août 1590 à sa mort

## Un prince posthume
Son père le margrave luthérien Jacques III de Bade-Hachberg se convertit à la foi catholique le 15 juillet 1590 et fait du catholicisme la religion d'État du margraviat le 15 août suivant. Une semaine plus tard le 17 août 1590 il meurt subitement empoisonné à l'arsenic selon l'autopsie pratiquée par des professeurs de la faculté de médecine de Fribourg. Le 24 août 1590 sa jeune veuve la comtesse Elisabeth de Culemborg-Pallandt, donne naissance à un fils posthume Ernest-Jacques qui devient ainsi l'héritier du margraviat de Bade-Hachberg. Aussitôt son oncle le prince réformé Ernest-Frédéric de Bade-Durlach s'impose au détriment de sa mère comme régent du bébé qui meurt à son tour quelques mois plus tard le 29 mai 1591. Ernest-Frédéric de Bade-Durlach incorpore alors Bade-Hachberg dans ses domaines et prive même la veuve catholique de son frère de son douaire d'Emmendingen qui lui avait été accordé par son défunt époux.